# Satoru Anabuki
Satoru Anabuki (穴吹 智?, Anabuki Satoru; Yamada, 5 dicembre 1921 – giugno 2005) è stato un aviatore e militare giapponese, famoso asso dell'aviazione da caccia del Dai-Nippon Teikoku Rikugun Kōkū Hombu, il servizio aeronautico dell'Esercito imperiale giapponese, durante la seconda guerra mondiale. È accreditato dell'abbattimento di 51 velivoli nemici..

## Biografia
Nacque a Yamada, nella prefettura di Kagawa,  il 5 dicembre 1921, all'interno di una famiglia di contadini, dodicesimo figlio di Yasutaro e Uana Anabuki. Dopo essersi diplomato, nell'aprile 1938 entrò come ragazzo pilota (allievo di età inferiore ai 20 anni) nella Scuola d'aviazione dell'esercito di Tokyo, uscendone con il brevetto di pilota. Nell'aprile 1939 entrò come allievo presso nella 6ª classe della Scuola di volo dell'esercito a Kumagaya, passando quindi, nell'ottobre 1940, presso la Scuola di volo dell'esercito di Tachiarai da cui uscì come pilota militare nel marzo 1941. Fu assegnato al 3 Chutai del 50 Sentai del Dai-Nippon Teikoku Rikugun venendo promosso caporale nell'ottobre 1941.
Con lo scoppio della guerra del Pacifico partecipò alle operazioni per la conquista delle Filippine volando sui caccia Nakajima Ki-27 dove ottenne la sua prima vittoria, abbattendo un Curtiss P-40E del 17th Pursuit Squadron sul golfo di Lingayen il 22 dicembre 1941. Il 9 febbraio 1942 abbatté altri due P-40 Warhawk su Limai.
Poco dopo, la sua unità ritornò in Giappone per riequipaggiarsi con i più avanzati Nakajima Ki-43-I-Hei Hayabusa. Il 50° Sentai aereo fu quindi inviato sull'aeroporto di Mingaladon, vicino a Rangoon, in Birmania nel giugno 1942, partecipando alle operazioni aeree contro i velivoli della Royal Air Force e dell'US Army  Air Force. Combatte poi nell'India orientale e nella Cina sudoccidentale. Fu promosso sergente a dicembre, e il 24 di quello stesso mese abbatte due caccia Hawker Hurricane Mk.IIB nonostante il suo aereo avesse il carrello di atterraggio estratto a causa di un malfunzionamento. Il 24 gennaio 1943 abbatté il suo primo bombardiere pesante, un Consolidated B-24 Liberator. Il 29 maggio 1943 abbatté un caccia Hawker Hurricane e un caccia Supermarine Spitfire su Chittagong. Il suo amato aereo, soprannominato "Fubuki", aveva raggiunto il termine della sua vita operativa con 240 ore di volo, quindi fu inviato in un aeroporto. Al Ki-43 Hayabusa, che ricevette al suo posto diede il nome di "Kimikaze". L'8 ottobre 1943 reclamò l'abbattimento di un P-38 e tre bombardieri B-24, ma ciò fu contestato. Quel giorno decollò da Mingaladon, in ritardo per problemi a una candela, per intercettare una formazione di bombardieri B-24 Liberator diretti su Rangoon. Avvistati i bombardieri lanciò via radio il segnale di scoperta, sganciò i serbatoi supplementari e si lanciò all'attacco. Colpì subito un caccia Lockheed P-38 Lightning che precipitò su un leccio del fiume Yangon, mentre il secondo picchiò violentemente e si sganciò.  Subito dopo abbatte due bombardieri B-24 Liberator, e ne danneggiò gravemente un altro speronandolo.  Rimasto ferito nel combattimento con il secondo P-38, e con l'aereo gravemente danneggiato, riuscì ad effettuare un atterraggio di emergenza su una spiaggia, rientrando al suo reparto 5 giorni dopo.
Il giorno 10 ricevette una lettera personale di encomio dal comandante della 3ª Armata aerea, e incontro il comandante del Distretto militare birmano, generale Masakazu Kawabe, e il comandante dell'esercito birmano, generale Aung San.
Nel febbraio 1944 ritornò in Giappone divenendo istruttore di volo presso la Scuola di volo dell'esercito a Nimakeno, e fu responsabile dell'addestramento al volo per gli studenti birmani e altri presso l'aeroporto militare di Takamatsu. Durante la battaglia di Luzon era in missione per trasferire caccia Nakajima Ki-84 Hayate sull'sull'isola quando abbatte quattro caccia imbarcati Grumman F6F Hellcat dell'US Navy su Kaohsiung, Taiwan. Nel dicembre dello stesso anno fu promosso sergente maggiore. Fino alla sconfitta del Giappone volò su un Kawasaki Ki-100 nella squadriglia della Scuola di volo di Akeno e partecipò a battaglie di difesa aerea contro le incursioni di bombardieri pesanti americani contro il Giappone, abbattendo un bombardiere Boeing B-29 Superfortress.
Dopo la fine della guerra. nel 1950, si arruolò nella Riserva della polizia nazionale prima di entrare nelle Jieitai quando furono fondate nel 1954. Servì come pilota su elicotteri nelle Rikujō Jieitai e si ritirò dal servizio come tenente colonnello nel 1971, successivamente lavorò per la Japan Airlines andando in pensione nel 1984. Si spense nel giugno del 2005.

## Pubblicazioni
- Soku no Kawa,  Kojinsha Publishers, Tokyo, 1985.

### Annotazioni
1. ↑  Il bombardiere aveva riportato gravi danni ed atterrò in emergenza sulla costa per essere recuperato tre giorni dopo.
2. ↑  Fatto all'epoca senza precedenti per un pilota ancora in vita.

### Fonti
1. 1 2  Sakaida 1997, p. 84.
2. 1 2 3 4 5 6 7 8 9 10 11  Sakaida 1997, p. 34.
3. 1 2  Sakaida 1997, p. 88.
4. 1 2 3 4 5  J-aircraft.
5. 1 2 3 4 5 6 7 8  Sakaida 1997, p. 35.